# Leon Marchwicki
Leon Marchwicki (ur. 28 grudnia 1902, zm. 28 października 1990) – major dyplomowany piechoty Wojska Polskiego, kawaler Orderu Virtuti Militari.

## Życiorys
Po odzyskaniu przez Polskę niepodległości został przyjęty do Wojska Polskiego. Podczas wojny polsko-bolszewickiej 1920 w stopniu sierżanta służył w szeregach 4 pułku piechoty Legionów. 17 maja 1922 został odznaczony orderem wojskowym „Virtuti Militari" V klasy.
W 1924 roku ukończył Oficerską Szkołę dla Podoficerów w Bydgoszczy. 26 sierpnia 1924 roku Prezydent RP mianował go podporucznikiem ze starszeństwem z dniem 31 sierpnia 1924 roku i 2. lokatą w korpusie oficerów piechoty. W latach 1924–1933 pełnił służbę w 18 pułku piechoty w Skierniewicach. 2 maja 1927 roku został awansowany na porucznika ze starszeństwem z dniem 31 sierpnia 1926 roku i 1,5. lokatą w korpusie oficerów piechoty. 26 stycznia 1934 roku otrzymał przeniesienie do 45 pułku piechoty Strzelców Kresowych w Równem. 22 lutego 1934 roku awansował na kapitana ze starszeństwem z dniem 1 stycznia 1934 roku i 98. lokatą w korpusie oficerów piechoty. W latach 1935–1937 był słuchaczem Wyższej Szkoły Wojennej w Warszawie. Na majora został awansowany ze starszeństwem z dniem 19 marca 1939 roku i 96. lokatą w korpusie oficerów piechoty. Wiosną 1939 roku pełnił służbę w Oddziale I Sztabu Głównego na stanowisku kierownika referatu broni.
Po wybuchu II wojny światowej 1939 i kampanii wrześniowej przedostał się do Francji, wstąpił do Wojska Polskiego we Francji w ramach Polskich Siłach Zbrojnych na Zachodzie. Po kampanii francuskiej 1940 w obliczu klęski obrony Francji przedostał się z żołnierzami 2 Dywizji Strzelców Pieszych na południe i 19/20 czerwca 1940 przekroczył granicę francusko-szwajcarską. Wraz z żołnierzami dywizji został internowany w Szwajcarii. Przebywał w miejscowości Madiswil, gdzie pełnił funkcję dowódcy III batalionu 6 Kresowego pułku strzelców pieszych. W tym czasie utrzymywał dobre kontakty z lokalną społecznością oraz wspierał działalność oświatową prowadzoną wśród polskich żołnierzy. W 1942 sprawował funkcję komendanta wszystkich obozów pracy w Graubünden.
Po wojnie, w ramach rządu RP na uchodźstwie, został członkiem IV kadencji Rady Narodowej Rzeczypospolitej Polskiej, powołanej w listopadzie 1951 na trzyletnią kadencję.
W 2008 nakładem Muzeum Polskiego w Rapperswilu została wydana publikacja pt. Spuścizna Leona Marchwickiego.

## Ordery i odznaczenia
- Krzyż Srebrny Orderu Wojskowego Virtuti Militari nr 6279 – 17 maja 1922[2][15]
- Krzyż Niepodległości
- Krzyż Walecznych – trzykrotnie
- Srebrny Krzyż Zasługi

## Publikacje
- Jednodniówka 3 batalionu 6 Pułku Strz[elców] Kres[owych] 15.VIII. 1940 Madiswil (1940)
- Jednodniówka 3 komp. c.k.m. 6 Kres[owego] P[ułku] S[trzelców] P[ieszych] : 11 XI 1918 - 11.XI 1940 (1940)
- Szwajcaria i my. Garść spostrzeżeń, wrażeń i uwag z internowania w Szwajcarii (1942)
- Czwarty rok... Jednodniówka odcinka Graubünden (1942)
- Graubünden – dwa lata internowania (1943, współautor: Zdzisław Smoczyński)